# جان مک کنی
جان مک کنی (۱۸۶۲–۱۹۳۴) معمار آمریکایی بود که در میزوری کانزاس فعالیت می‌کرد. او اصول ساخت با بتن مسلح را در ساختمان‌های تجاری با تزئینات فراوان و در بازیابی موتیف‌های کلاسیک به کار برد. او طراحی بیش از ۱۲۰ ساختمان تجاری، مسکونی را برعهده داشت. بسیاری از ساختمانهای او حالا در فهرست ثبت آثار تاریخی ملی آمریکا قرار دارند.

## منتخب آثار
- ساختمان گومبل
- ساختمان گلوید
- ساختمان مسکونی دکتر هربرت ترومن
- معبد و ساختمان اداری گرند اونیو